# Crocanthemum georgianum
Crocanthemum georgianum är en solvändeväxtart som först beskrevs av Chapman, och fick sitt nu gällande namn av Barnh.. Crocanthemum georgianum ingår i släktet Crocanthemum och familjen solvändeväxter. Inga underarter finns listade i Catalogue of Life.